# 지아만치나

지아만치나의 위치

지아만치나(포르투갈어: Diamantina→"다이아몬드 같은")는 브라질의 미나스제라이스주에 있는 도시이다. 인구는 2006년 기준 44,746명이고, 총 면적은 3,870km2이다. 18세기 초 식민지 시대에 건설되었으며, 그 당시 처음 불리던 이름은 "아하이아우두치주쿠"(Arraial do Tijuco)였다. 이름이 암시하듯, 이 도시는 다이아몬드 채광의 중심지 역할을 18~19세기 동안 해왔다. 브라질 특유의 바로크 양식의 건물들이 잘 보존되어 있어 유네스코 지정 세계 문화 유산으로 선정되었다.
벨루오리존치 북쪽으로 300km 떨어져 있으며, 해발고도 1,200m의 거친 산기슭에 위치한다. 18세기 초 포르투갈 식민지 시대에 건설되었고, 브라질 내륙에서는 역사가 이른 편이다. 처음에는 아하이아우두치주쿠(Arraial do Tijuco)라 부르다가 다이아몬드 채굴의 중심지로 알려지면서 지아만치나라 부르게 되었다. 18세기 ~ 19세기 다이아몬드 채굴 중심지로 알려져 브라질 해안 지대와 유럽에서 많은 사람들이 몰려왔다. 그러나 다이아몬드가 고갈되면서 차츰 쇠퇴하게 되어 현재는 작은 도시에 머물러 있다. 18세기 ~ 19세기 전성기 때 지어진 건물들이 황량한 산기슭과 조화를 이루며 잘 보존되어 있어 역사적 가치가 큰 곳이다. 유네스코에서는 이 도시의 역사지구를 세계문화유산으로 지정하였다.